# Cẩm Tiên (nghệ sĩ cải lương)
Cẩm Tiên (tên đầy đủ Võ Thị Cẩm Tiên; sinh ngày 4 tháng 1 năm 1970) , là nghệ sĩ cải lương người Việt Nam. Cô được biết đến qua vọng cổ hơi dài cùng với Linh Huệ, Phượng Hằng, Châu Thanh, Vương Linh.

## Tiểu sử
Cẩm Tiên sinh ra ở Sài Gòn, đến năm 1975 thì ba má cô chuyển về quê ở huyện Gò Dầu tỉnh Tây Ninh định cư. Mê vọng cổ từ khi lên 6 tuổi, từng trốn học để chui vô sân vận động Gò Dầu xem ké cải lương, tình yêu ban đầu rất bản năng đó cũng đủ sức mạnh khiến cô gái 20 tuổi bỏ ngang ước mơ trở thành cô giáo để về đầu quân cho đoàn cải lương Trung Hiếu.

## Gia đình
Chồng của nghệ sĩ ưu tú Cẩm Tiên là Lâm Đức, Việt kiều người Canada, bạn thân của nghệ sĩ Châu Thanh. Anh Lâm Đức trước đã có vợ và một người con trai tên Lâm Đức Huy, anh chị sinh được một con gái tên tên Lâm Kim Tiên.

## Làm từ thiện
Từ năm 2006, Cẩm Tiên thường xuyên tổ chức bếp ăn từ thiện tại Bệnh viện Ung Bướu thành phố Hồ Chí Minh, mỗi ngày có hơn 2000 xuất ăn được trao cho các bệnh nhân nghèo, ngoài ra cô còn thực hiện việc tặng hơn 2000 gần quà bánh và thuốc men cho trẻ em ở Bệnh viện Nhi đồng 1.